# Braulio Iriarte
Braulio Iriarte Goyeneche ( Elizondo, Navarra , España . 20 de marzo de 1860 ) – ( Ciudad de México, 25 de junio de 1932 ) fue un empresario vasconavarro,  fundador y presidente de (1922-1932) de Grupo Modelo.

## Biografía
Braulio Iriarte Goienetxe nació en 1860, en el seno de una familia de agricultores del barrio de Txokoto en Elizondo, capital de la región navarra de Baztan. En 1877, cuando tenía 17 años y sin ninguna formación académica, profesión ni propiedad, partió hacia México. Tras empezar a trabajar en una panadería, un cuarto de siglo después, era propietario de 80 panaderías. Luego se dedicó al negocio harinero: junto con los navarros Fermín Etxandi y Juan Oteiza puso en marcha el molino Euskaro, y con sus sobrinos Agustín Jauregi y José Larregi, el molino Beti-Ona.
En 1913, durante la Revolución Mexicana, Iriarte abrió una tercera línea de negocio relacionada con el pan y relacionada con la levadura. Fundó la asociación Levadura Comprimida Leviatan y flor apoyada por otros navarros. Fue la primera empresa mexicana dedicada a esta actividad, pues hasta entonces no se fabricaba levadura para hacer pan en todo el país y durante la Revolución mexicana este producto debía traerse desde Estados Unidos.
Habiendo reunido suficiente capital gracias a estas actividades, el 8 de marzo de 1922 Iriarte fundó la empresa Cervecería Modelo. Para formar la empresa, los baztaneses reunieron a los empresarios más poderosos de la inmigración española de México. Fue presidente del consejo de administración, desde la creación de la empresa hasta su muerte (1922-1932), y aportó, además de gran parte del capital, el terreno para la construcción de la fábrica en la calle de Lago Alberto. Pero ocho meses después del nacimiento de la empresa, en noviembre de 1922, la joven empresa se vio afectada por una crisis. El capital cayó y tanto los accionistas como el consejo de administración tuvieron que ser relevados de por completo.
Casi todos los empresarios españoles huyeron e Iriarte recurrió a pequeños empresarios navarros para poder afrontar los difíciles primeros años. Marcelino Zugarramurdi, Francisco Cilveti, Martín Oianburu, Andrés Barberena, Fermín Buades, Pedro Magirena, Victoriano Loperena, Segundo Minondo, José Olabe y Pedro Etxenike ocuparon los puestos más importantes de la empresa cervecera. Y, utilizando los beneficios del Leviatán para financiar el nuevo proyecto, en 1925 abrieron las puertas de la fábrica. 
"La inauguración de la hermosa fábrica se llevó a cabo en 1925 y contó con la presencia del Presidente de la República de México, señor Plutarco Elías Calles, acompañado de todo el gabinete", informó el diario español El Sol. Se comenzaron a producir las cervezas Modelo, Negra Modelo y Corona. Al morir Don Braulio Iriarte en 1932, Pablo Diez fiel empleado de Don Braulio, ocupó la dirección de Grupo Modelo, no obstante se convirtió en accionista mayoritario hasta 1936, al obtener las acciones del Empresario Heredero Don Fernando Iriarte M. hijo de Don Braulio Iriarte.
Braulio Iriarte fue un benefactor en su localidad de origen. Donó grandes sumas de dinero para la Erruki Etxea de Baztan, costeó íntegramente la construcción del frontón de Elizondo, que lleva su nombre. En 1921, y donó 120.000 pesetas (el 13,2% del coste total) para la nueva iglesia parroquial de Elizondo que fue construida entre 1916 y 1921.